# Болцано Новарезе
Болцано Новарезе (итал. Bolzano Novarese) је насеље у Италији у округу Новара, региону Пијемонт.
Према процени из 2011. у насељу је живело 912 становника. Насеље се налази на надморској висини од 397 м.

## Становништво
| 1931. | 1936. | 1951. | 1961. | 1971. | 1981. | 1991. | 2001. | 2011. |
| ----- | ----- | ----- | ----- | ----- | ----- | ----- | ----- | ----- |
| 825   | 785   | 829   | 850   | 847   | 964   | 950   | 1.040 | 1.176 |